# Venkaiah Naidu
Venkaiah Naidu, född 1949, är en indisk politiker, och partiledare för BJP från 2002.
Naidu avgick från partiledarposten 18 oktober 2004 sedan partiet förlorat delstatsvalen i Maharashtra. Partiledarposten övergick till L. K. Advani. Naidu tog själv över partiledarskapet från K Jana Krishnamurthy. 
29 januari 2005 utsattes Naidus helikopter för ett attentat under valkampanj i Gayā, Bihar. Vid attentatet höll Naidu tal vid ett valmöte en bit bort, och undkom oskadd. Lokala maoister uppgavs vara misstänkta för dådet.